# Дискографія Sum 41
Це повна дискографія канадського гурту Sum 41. Група має 6 студійних альбомів, 3 концертні альбоми, 20 музичних відео, 1 збірку, 4 мініальбоми, 9 бі-сайдів та 22 синглів. Sum 41 продано понад 40 мільйонів альбомів в усьому світі.

## Альбоми

### Студійні альбоми
| 2001                                      | All Killer No Filler - Реліз: 8 травня 2001 - Лейбл: Aquarius         | 9 | 33 | 19 | 11 | 25 | 29 | 50 | 39 | 7  | 13 | 16 | - CAN: 3× Платиновий - AUS: Золотий - UK: Платиновий - Recording Industry Association of America\|US: Платиновий |
| 2002                                      | Does This Look Infected? - Реліз: 26 листопада 2002 - Лейбл: Aquarius | 8 | 56 | 49 | 49 | 28 | 58 | 12 | 17 | 39 | 32 | —  | - CAN: Платиновий - UK: Срібний - US: Золотий - SWI: Золотий [Архівовано 12 січня 2014 у Wayback Machine.]       |
| 2004                                      | Chuck - Реліз: 12 жовтня 2004 - Лейбл: Aquarius                       | 2 | 13 | 35 | 84 | 9  | 32 | 2  | 14 | 59 | 10 | —  | - CAN: 2× Платиновий - US: Золотий - JPN: Золотий                                                                |
| 2007                                      | Underclass Hero - Реліз: 24 липня 2007 - Лейбл: Aquarius              | 1 | 22 | 8  | 85 | 17 | 10 | 1  | 9  | 46 | 7  | —  | - CAN: Платиновий - JPN: Золотий                                                                                 |
| 2011                                      | Screaming Bloody Murder - Реліз: 29 березня 2011 - Лейбл: Island      | 9 | 16 | 23 | 75 | 25 | 23 | 7  | 21 | 66 | 26 | —  | |
| 2016                                      | 13 Voices - Реліз: 7 жовтня 2016 - Лейбл: Hopeless                    | 6 | 13 | 13 | 38 | 51 | 9  | 17 | 14 | 16 | 22 | —  | |
| 2019                                      | Order in Decline - Released: 19 липня 2019 - Label: Hopeless          | — | —  | —  | —  | —  | —  | —  | —  | —  | —  |    | |
| «—» означає, що реліз не потрапив в чарт. |                                                                       |   |    |    |    |    |    |    |    |    |    |    | |

### Концертні альбоми
| Рік  | Деталі альбому                                                                            | JPN |
| ---- | ----------------------------------------------------------------------------------------- | --- |
| 2003 | Does This Look Infected Too? - Реліз: 2003 рік - Лейбл: Aquarius                          | 18  |
| 2005 | Go Chuck Yourself/Happy Live Surprise - Реліз: 21 грудня 2005 року - Лейбл: Aquarius      | 19  |
| 2011 | Live at the House of Blues, Cleveland 9.15.07 - Реліз: 9 серпня 2011 року - Лейбл: Island |     |

### Збірки
| Рік  | Деталі альбому | JPN | US  |
| ---- | --- | --- | --- |
| 2009 | All the Good Shit/All the Good Shit: 14 Solid Gold Hits 2000–2008 - Реліз: 17 березня 2009 року - Лейбл: Aquarius | 7   | 154 |

### Мініальбоми
| 2000                                      | Half Hour of Power - Реліз: 27 червня 2000 року - Лейбл: Aquarius | 9 | 10 | 17 | 20 |
| 2002                                      | Motivation - Реліз: 12 березня 2002 року - Лейбл: Island          | — | —  | —  |    |
| 2005                                      | Chuck: Acoustic - Реліз: 22 лютого 2005 року - Лейбл: Universal   | — | —  | —  |    |
| «—» означає, що реліз не потрапив в чарт. |                                                                   |   |    |    |    |

### Демо альбоми
| Рік  | Деталі альбому                                         |
| ---- | ------------------------------------------------------ |
| 1998 | Rock Out with Your Cock Out - Реліз: 1998 рік - Лейбл: |

## Композиції

### Сингли
| 2000                                      | «Makes No Difference»                     | —  | —  | —  | —  | —  | —  | —  | —  | —  | —   | —      | 32 | —  | Half Hour of Power                    |
| 2001                                      | «Fat Lip»                                 | —  | —  | —  | 58 | 21 | 41 | 69 | 43 | 51 | 8   | 66     | 1  | —  | All Killer No Filler                  |
| 2001                                      | «In Too Deep»                             | —  | 2  | —  | 29 | 52 | 36 | 69 | 41 | 87 | 13  | —      | 10 | 47 | All Killer No Filler                  |
| 2002                                      | «Motivation»                              | —  | —  | —  | —  | —  | —  | —  | —  | —  | 21  | —      | 24 | —  | All Killer No Filler                  |
| 2002                                      | «Handle This»                             | —  | —  | —  | —  | —  | —  | —  | —  | —  | —   | —      | —  | —  | All Killer No Filler                  |
| 2002                                      | «What We're All About»                    | —  | —  | —  | 63 | —  | —  | 91 | 71 | 43 | 32  | —      | —  | —  | Music from and Inspired by Spider-Man |
| 2002                                      | «Still Waiting»                           | —  | 1  | —  | 43 | —  | 49 | 90 | —  | 97 | 16  | 106[B] | 7  | —  | Does This Look Infected?              |
| 2003                                      | «The Hell Song»                           | —  | 2  | —  | 76 | —  | 59 | —  | —  | —  | 35  | —      | 13 | —  | Does This Look Infected?              |
| 2003                                      | «Over My Head (Better Off Dead)»          | —  | 12 | —  | 62 | —  | —  | —  | —  | —  | —   | —      | —  | —  | Does This Look Infected?              |
| 2003                                      | «Little Know It All» (Іґґі Поп та Sum 41) | —  | —  | —  | —  | —  | —  | —  | —  | —  | —   | —      | 35 | —  | Skull Ring                            |
| 2004                                      | «We're All to Blame»                      | 8  | 1  | —  | —  | —  | —  | —  | —  | —  | —   | —      | 10 | —  | Chuck                                 |
| 2005                                      | «Pieces»                                  | 2  | 1  | —  | —  | —  | —  | 84 | —  | —  | —   | 107[B] | 14 | —  | Chuck                                 |
| 2005                                      | «Some Say»                                | 10 | 7  | —  | —  | —  | —  | —  | —  | —  | —   | —      | —  | —  | Chuck                                 |
| 2005                                      | «No Reason»                               | —  | —  | —  | —  | —  | —  | —  | —  | —  | —   | —      | —  | —  | Chuck                                 |
| 2007                                      | «March of the Dogs»                       | —  | —  | —  | —  | —  | —  | —  | —  | —  | —   | —      | —  | —  | Underclass Hero                       |
| 2007                                      | «Underclass Hero»                         | 33 | 1  | —  | 76 | —  | —  | 76 | —  | —  | 188 | 116[B] | 34 | —  | Underclass Hero                       |
| 2007                                      | «Walking Disaster»                        | —  | 6  | —  | —  | —  | —  | —  | —  | —  | —   | —      | 26 | —  | Underclass Hero                       |
| 2008                                      | «With Me»                                 | 37 | 1  | —  | —  | —  | —  | —  | —  | —  | —   | —      | —  | —  | Underclass Hero                       |
| 2011                                      | «Screaming Bloody Murder»                 | 72 | 9  | 7  | —  | —  | —  | —  | —  | —  | —   | —      | 37 | —  | Screaming Bloody Murder               |
| 2011                                      | «Baby, You Don't Wanna Know»              | —  | 10 | 25 | —  | —  | —  | —  | —  | —  | —   | —      | —  | —  | Screaming Bloody Murder               |
| 2012                                      | «Blood In My Eyes»                        | —  | —  | —  | —  | —  | —  | —  | —  | —  | —   | —      | —  | —  | Screaming Bloody Murder               |
| 2016                                      | «War»                                     | —  | —  | —  | —  | —  | —  | —  | —  | —  | —   | —      | —  | —  | 13 Voices                             |
| 2019                                      | «Out For Blood»                           | —  | —  | —  | —  | —  | —  | —  | —  | —  | —   | —      | —  | —  | Order in Decline                      |
| «—» означає, що реліз не потрапив в чарт. |                                           |    |    |    |    |    |    |    |    |    |     |        |    |    |                                       |

### Інші виступи
- «Rock You» — саундтрек до фільму FUBAR: The Album.
- «Things I Want» — запис із Tenacious D для диску Swallow My Eggnog.
- «Unwritten Christmas» — запис із Unwritten Law для диску Swallow My Eggnog.
- «Little Know It All» — гостьовий перформенс із Іґґі Попом, пізніше виданий як сингл для запису Skull Ring.
- «Get Back (Rock Remix)» — результат співпраці з Ludacris для iTunes версій альбомів Chuck та The Red Light District.
- «Killer Queen» — записаний для альбому Killer Queen: A Tribute to Queen.
- «Attitude» — кавер Misfits який був оприлюднений тільки на сторінці гурту в Myspace у 2006 році, протягом запису альбому Underclass Hero.
- «Loser» — композиція DJ Yodah та барабанщика Mötley Crüe Tommy Lee, з Lil Wayne, Sparkdawg, Big Sean, Joell Ortiz, J-Son, & Sum 41 під керівництвом Geffen Records.
- «Look at Me (Extended Version)» — композиція, що просочилась в інтернет.
- «Morning Glory» — акустичний кавер гурту Oasis який Дерік виконав сам.
- «How You Remind Me» — кавер гурту Nickelback який виконувався на MTV's 2001 New Year's Anniversary.
- «Paint It, Black» — кавер гурту The Rolling Stones який було виконано майже на всіх концертах під час туру у 2010 році, де гітарист Tom Thacker був ведучим вокалістом.
- «Rebel Yell» — кавер Billy Idol який гурт виконав під час шоу на початку 2011 року.
- «American Girl» — кавер Tom Petty and the Heartbreakers який гурт виконав під час шоу на початку 2011 року.
- «Master of Puppets» — кавер гурту Metallica, що Sum 41 виконав під час MTV icon Metallica у 2003 році та знову під час туру 2009–2010, на деяких концертах.
- «Enter Sandman» — кавер гурту Metallica, що Sum 41 виконав під час MTV icon Metallica у 2003 році та знову під час туру 2009–2010, на деяких концертах.
- «For Whom the Bell Tolls» — кавер гурту Metallica, що Sum 41 виконав під час MTV icon Metallica у 2003 році та знову під час туру 2009–2010, на деяких концертах.
- «Motorbreath» — кавер гурту Metallica, що Sum 41 виконав під час MTV icon Metallica у 2003 році та знову під час туру 2009–2010, на деяких концертах.
- «Battery» — кавер гурту Metallica, що Sum 41 виконав під час MTV icon Metallica у 2003 році та знову під час туру 2009–2010, на деяких концертах.
- «Blackened» — кавер гурту Metallica, що Sum 41 виконав під час MTV icon Metallica у 2003 році та знову під час туру 2009–2010, на деяких концертах.
- «Stone Cold Crazy» — кавер гурту Metallica кавера гурту Queen.
- «Do They Know It's Hallowe'en» — запис 2001 року з North American Hallowe'en Prevention, Inc. в якому взяв участь барабанщик Sum 41 Стів Джокс.
- «Rock Medley» — мікс із записаних разом з Томмі Лі і Робом Хелфордом наживо пісень Fat Lip (Sum 41), No sleep till Brooklyn (Beastie Boys), Shout at the Devil (Motley Crue), You've Got Another Thing Comin' (Judas Priest). Прозвучав на святкуванні двадцятиріччя MTV у 2001 році.
- «Walk This Way» — пісня гурту Aerosmith, записана у 2002 році для Aerosmith's MTV Icon разом з Nelly, Ja Rule і DJ Clue.
- «The Trooper» — кавер-версія пісні Iron Maiden. Виконувалася на численних концертах MTV Special в 2002 році.

### Фільми
Makes No Difference:
- «Добийся успіху» (2000)
- «Літні ігри» (2001)
- «Вийшов холод» (2001)
- «Вен Вайлдер» (2002)

What I Believe:
- «Де моя тачка, чувак?» (2000)

Fat Lip:
- «Американський пиріг 2» (2001)

«32 Ways to Die»:
- «Відьма з Блер 2: Книга тіней» (2000)

In Too Deep:
- «Американський пиріг 2» (2001)
- «Оптом дешевше» (2003)

What We're All About:
- «Людина-павук» (2002)

The Hell Song:
- «Американський пиріг 3: Весілля» (2003)

We're All to Blame:
- «Годзілла: Фінальні війни» (2004)

No Reason:
- «Брудна любов» (2005)

Open Your Eyes:
- «Триматись до кінця» (2004)

Noots:
- «Фантастична четвірка» (2005)

«Baby You Don't Wanna Know»:
- «Зелений ліхтар» (2011)

### Додатково
- «Astronaut» — Можна знайти на офіційному сайті, записана перед «Half Hour of Power», жодного разу не потрапляла на альбом.
- «Reign in Pain» — Пісня з деяких версій «Does This Look Infected?» Записана жартівливим перевтіленням групи Sum 41 — «Pain for Pleasure».
- «WWVII Parts 1 and 2» — Пісня з деяких версій «Does This Look Infected?» Записана «Pain for Pleasure». Зараз утримує рекорд найдовшої композиції Sum 41
- «Moron» — З'являється на Rock Against Bush, Vol. 1 та деяких версіях «Chuck» (однак обидва релізи містять різні версії цієї пісні).
- «Noots» — З'являється в саундтреку до фільму Фантастична четвірка.
- «Subject to Change» — Прихований трек в японській та європейській версіях альбому «Chuck».

Багато з цих та інших треків, кавер-версій, спільних записів можна знайти на summer41.com, фан-сайті Sum 41.

## Відео

### Відео альбоми
| Рік  | Деталі альбому                                                                         | Сертифікація   |
| ---- | -------------------------------------------------------------------------------------- | -------------- |
| 2001 | Introduction to Destruction - Реліз: 2001 рік - Лейбл: Aquarius, Island                | - CAN: Золотий |
| 2002 | Cross The T's and Gouge Your I's - Реліз: 26 листопада 2002 року - Лейбл: Island       |                |
| 2003 | Sake Bombs and Happy Endings - Реліз: 17 травня 2003 року - Лейбл: Aquarius, Universal | - CAN: Золотий |
| 2005 | Rocked: Sum 41 in Congo - Реліз: 2005 рік - Лейбл: War Child                           |                |
| 2008 | DeeVeeDee - Реліз: 2008 рік - Лейбл: Island                                            |                |

### Музичні відео
| Рік  | Композиція                                | Директор                     |
| ---- | ----------------------------------------- | ---------------------------- |
| 2000 | «Makes No Difference»                     | Bradley Walsh                |
| 2001 | «Fat Lip»                                 | Marc Klasfeld                |
| 2001 | «Pain for Pleasure»                       | Marc Klasfeld                |
| 2001 | «In Too Deep»                             | Marc Klasfeld                |
| 2002 | «Motivation»                              | Super America та Joseph Kahn |
| 2002 | «What We're All About»                    | Marc Klasfeld                |
| 2002 | «Still Waiting»                           | Marc Klasfeld                |
| 2002 | «The Hell Song»                           | Marc Klasfeld                |
| 2003 | «Over My Head (Better Off Dead)»          | Chris Hafner                 |
| 2003 | «Little Know It All» (Іґґі Поп та Sum 41) | Mike Piscitelli              |
| 2004 | «We're All to Blame»                      | Marc Klasfeld                |
| 2004 | «Pieces»                                  | Brett Simon та Стів Джокс    |
| 2005 | «Some Say»                                | Sean Michael Turrell         |
| 2007 | «Underclass Hero»                         | Стів Джокс та Marc Klasfeld  |
| 2007 | «Walking Disaster»                        | Stephen Penta                |
| 2008 | «With Me»                                 | Стів Джокс                   |
| 2011 | «Screaming Bloody Murder» (невидано)      | Стів Джокс                   |
| 2011 | «Baby, You Don't Wanna Know»              | Marc Klasfeld                |
| 2012 | «Blood in My Eyes»                        | Michael Maxxis               |

### Інше
- Maximum Sum 41 (2003) — неофіційна біографія (фанами Sum 41 вважається, що більшість інформації на цьому CD невірна).
- Does This Look Infected Too? (2002) — DVD з мініальбомом, що вийшов у Японії.
- Bring The Noize! (2004) — DVD з матеріалами про життя учасників групи до початку їх кар'єри та на шляху до слави.
- 8 Years of Blood, Sake, and Tears: The Best of Sum 41 2000–2008 — DVD з всіма кліпами групи до 2008 року.
- Спів для альбому Treble Charger гурту Detox і поява у відео «Hundred Million».

## Виноски
- A.↑  Деякі джерела стверджують, що Half Hour of Power та деякі інші мініальбоми є студійними альбомами[38][39].
- B.↑  «Still Waiting», «Pieces» and «Underclass Hero» досягли свого піку за межами US Billboard Hot 100 chart, тому вони були перераховані в Bubbling Under Hot 100 chart.